# Unión de Taekwondo de Oceanía
La Unión de Taekwondo de Oceanía (en inglés, Oceania Taekwondo Union, o OTU) es la institución que se dedica a regular las normas del taekwondo en Oceanía, así como de celebrar periódicamente competiciones y eventos en cada una de sus disciplinas. Es una de las cinco organizaciones continentales que componen a la Federación Mundial de Taekwondo (WTF).
Cuenta en 2016 con la afiliación de federaciones nacionales oceánicas.

## Eventos
La OTU organiza anualmente muchas competiciones internacionales en cada una de sus disciplinas, entre las más importantes están las siguientes: